# Эгбуле, Эмеке
Чукуэмеке Эгбуле (англ. Chukuemeke Egbule, 13 октября 1996, Галина-Парк, Техас) — профессиональный футболист, выступающий на позиции лайнбекера в клубе НФЛ «Лос-Анджелес Чарджерс».

## Биография
Эмеке Эгбуле родился 13 октября 1996 года в Галина-Парк, одном из городов Большого Хьюстона. Он учился в старшей школе Норт-Шор. За футбольную команду школы Эгбуле играл на позициях лайнбекера и тайт-энда. По итогам сезона 2013 года был включён в символическую сборную звёзд округа. Также он выигрывал чемпионат штата среди школ по баскетболу. В 2014 году было объявлено о его поступлении в Хьюстонский университет.

### Любительская карьера
В чемпионате NCAA он дебютировал в сезоне 2015 года, став единственным новичком команды, сыгравшим в четырнадцати матчах. На поле Эгбуле большую часть времени выходил в составе специальных команд. В 2016 году он сыграл в тринадцати матчах, пять из них начинал игроком стартового состава. Последние два года студенческой карьеры Эгбуле неизменно выходил на поле в стартовом составе, сыграв в 25 матчах. В выпускной год он стал одним из лучших лайнбекеров страны по числу сбитых передач и подобранных фамблов.

#### Статистика выступлений в NCAA
| Сезон | Команда        | Игры | Захваты | Захваты | Захваты | Захваты | Захваты | Перехваты | Перехваты | Перехваты | Перехваты | Перехваты | Фамблы | Фамблы | Фамблы | Фамблы |
| Сезон | Команда        | Игры | Solo    | Ast     | Tot     | Loss    | Sk      | Int       | Yds       | Y/R       | TD        | PD        | FR     | Yds    | TD     | FF     |
| ----- | -------------- | ---- | ------- | ------- | ------- | ------- | ------- | --------- | --------- | --------- | --------- | --------- | ------ | ------ | ------ | ------ |
| 2015  | Хьюстон Кугарс | 14   | 9       | 2       | 11      | 1,0     | 1,0     | 0         | 0         | 0,0       | 0         | 0         | 1      | 0      | 0      | 0      |
| 2016  | Хьюстон Кугарс | 13   | 14      | 8       | 22      | 0,0     | 0,0     | 0         | 17        | 17,0      | 0         | 1         | 1      | 24     | 1      | 0      |
| 2017  | Хьюстон Кугарс | 12   | 36      | 24      | 60      | 6,5     | 2,0     | 0         | 0         | 0,0       | 0         | 0         | 1      | 0      | 0      | 0      |
| 2018  | Хьюстон Кугарс | 13   | 39      | 30      | 69      | 5,5     | 2,0     | 1         | 0         | 0,0       | 0         | 4         | 4      | 11     | 1      | 2      |
| Всего | Всего          | 52   | 98      | 64      | 162     | 13,0    | 5,0     | 1         | 0         | 0,0       | 0         | 5         | 7      | 35     | 2      | 2      |

### Профессиональная карьера
Обозреватель Bleacher Report Мэтт Миллер перед драфтом отмечал, что Эгбуле потенциально является одним из сильнейших доступных для выбора лайнбекеров, но развитие его таланта потребует значительных вложений от команды. Плюсами игрока он называл идеальное сочетание физических данных и атлетизма, навыки игры в прикрытии в любой зоне поля, возможность действовать в роли пас-рашера. Главным недостатком Эгбуле он называл нехватку техники, которую не всегда удаётся компенсировать атлетизмом, также приводящую к ошибкам при захватах. В некоторых ситуациях его стиль игры приводил к возникновению свободных зон, которые могут быть использованы соперником.
На драфте Эгбуле был выбран клубом «Лос-Анджелес Чарджерс» в шестом раунде под общим 200 номером. Он сумел попасть в основной ростер команды и сыграл в пятнадцати матчах регулярного чемпионата 2019 года. В защите он выходил на поле в 21 снэпе, в составе специальных команд отыграл 43,8 % всех розыгрышей.

#### Статистика выступлений в НФЛ

##### Регулярный чемпионат
| Сезон | Команда               | Игры | Захваты | Захваты | Захваты | Захваты | Захваты | Перехваты | Перехваты | Перехваты | Перехваты | Перехваты | Фамблы | Фамблы | Фамблы | Фамблы |
| Сезон | Команда               | Игры | Solo    | Ast     | Tot     | Loss    | Sk      | Int       | Yds       | Y/R       | TD        | PD        | FR     | Yds    | TD     | FF     |
| ----- | --------------------- | ---- | ------- | ------- | ------- | ------- | ------- | --------- | --------- | --------- | --------- | --------- | ------ | ------ | ------ | ------ |
| 2019  | Лос-Анджелес Чарджерс | 15   | 4       | 0       | 4       | 0,0     | 0,0     | 0         | 0         | 0,0       | 0         | 0         | 0      | 0      | 0      | 0      |
| Всего | Всего                 | 15   | 4       | 0       | 4       | 0,0     | 0,0     | 0         | 0         | 0,0       | 0         | 0         | 0      | 0      | 0      | 0      |